# 科索萊阿卡克
18°00′N 94°38′W / 18.000°N 94.633°W
科索萊阿卡克是墨西哥的城市，由韋拉克魯斯州負責管轄，位於該國東南部，距離首府哈拉帕約300公里，面積234平方公里，海拔高度40米，主要農產品有玉米和稻米，2010年人口21,714。

## 外部連結
- （西班牙文） Municipal Official webpage （页面存档备份，存于）
- （西班牙文） Municipal Official Information[永久]